# Gianluca Rinaldini
Gianluca Rinaldini (Faenza, 10 agosto 1959) è un ex tennista e allenatore di tennis italiano.

## Carriera
Durante il torneo ATP Firenze 1982 riesce a raggiungere la semifinale per poi arrendersi alla seconda testa di serie Vitas Gerulaitis, nei tornei del Grande Slam è sceso in campo due volte al Roland Garros e una a Wimbledon senza tuttavia ottenere successi.

## Vita privata
Nel settembre 1985 è stato vittima di un incidente automobilistico che lo ha costretto in carrozzina. Il figlio maggiore Mattia ha intrapreso la carriera da calciatore partendo dalle giovanili del Milan per poi cambiare squadre negli anni 2000 tra la serie B e la serie C.

## Statistiche

### Tornei minori

#### Singolare

##### Vittorie (1)
| Legenda tornei minori |
| Challenger (1)        |
| Futures (0)           |

| Numero | Anno | Torneo                    | Superficie  | Avversario in finale | Punteggio |
| 1.     | 1981 | Kaduna Challenger, Kaduna | Terra rossa | Gerald Mild          | 6–3, 6–4  |